# CDMA2000
CDMA2000 és una família d'estàndards en telecomunicacions mòbils de tercera generació (3G) que utilitzen CDMA, un esquema d'accés múltiple per a xarxes digitals, per a enviar veu, dades, i senyalització (com un nombre telefònic marcat) entri telèfons cel·lulars i estacions base. Aquesta és la segona generació de la telefonia cel·lular digital CDMA.